# Văleni-Podgoria
Văleni-Podgoria – wieś w Rumunii, w okręgu Ardżesz, w gminie Călinești. W 2011 roku liczyła 1004 mieszkańców.